# Arthur Schuster
Pour les articles homonymes, voir Schuster.
Sir Franz Arthur Friedrich Schuster (12 septembre 1851-17 octobre 1934) est un physicien germano-britannique connu principalement pour ses travaux en spectroscopie, radiographie aux rayons X, électrochimie, optique et pour son application de l'analyse harmonique à la physique.

## Biographie
Schuster naît à Francfort-sur-le-Main dans la ville libre de Francfort. Sa famille déménage à Manchester, une branche de l'affaire de textile de son père y est installée et, après l'annexion de Francfort par la Prusse, son père préfère émigrer. Il fait ses études à Francfort puis à Genève pendant deux ans avant de rejoindre ses parents en 1870. Schuster est naturalisé sujet britannique en 1875.
Arrivé en Angleterre il obtient l'accord de son père pour commencer des études scientifiques plutôt que de travailler dans l'affaire familiale. Il entre à l'université de Manchester où il étudie les mathématiques avec Balfour Stewart et la physique avec Thomas Barker. Il commence des recherches sous la supervision de Henry Enfield Roscoe sur le spectre de l'hydrogène, ses expériences ne sont pas concluantes. Sur les conseils de Roscoe il part en Allemagne en 1872 à l'université de Heidelberg où il travaille avec Gustav Kirchhoff, il y obtient son doctorat. En 1874 il travaille dans le laboratoire de Wilhelm Eduard Weber puis à Berlin avec Hermann Ludwig von Helmholtz.
Pendant la Première Guerre mondiale, la famille Schuster, d'origine allemande, est sujette à des attaques de la part de la presse et dans le cas d'Arthur Schuster, de la part de certains membres de le Royal Society. Son frère Felix Schuster doit faire remarquer publiquement que tous leurs enfants servent dans les forces armées britanniques.

## Carrière académique
Son expérience de l'analyse spectrale lui permet de prendre la tête d'une expédition au Siam pour photographier le spectre de la couronne solaire durant l'éclipse totale du Soleil du 6 avril 1875. Il participe aussi aux expéditions pour les éclipses de 1878 au Colorado, 1882 en Égypte et 1886 aux Indes.
À son retour en Angleterre il commence une série de recherches sur l'électricité, il donne deux Bakerian Lecture en 1884 et 1890, toutes deux intitulées The Discharge of Electrecity through Gases. Il travaille quelques années au laboratoire Cavendish avec Maxwell et Rayleigh. Il devient professeur de mathématiques appliqués à l'université de Manchester puis en 1888 il succède à Balfour Stewart comme professeur de physique. Cette position lui permet d'établir un département de recherche et d'enseignement actif. En 1900 il parvient à obtenir la création d'un laboratoire de recherche qui prendra rapidement un envergure internationale. Ernest Rutherford lui succède lorsqu'il quitte ce poste en partie pour raison de santé et en partie pour se consacrer à la promotion de la coopération scientifique internationale.
Schuster a été aussi remarqué pour son application de l'analyse harmonique à la recherche de périodicité dans des données expérimentales. Un de ces articles réfute un article de Cargill Gilston Knott qui pensait avoir découvert une périodicité synchronisée sur le mois lunaire de la fréquence des tremblements de terre. L'analyse harmonique est déjà connue mais Schuster pointe les erreurs commises par Knott et d'autres. Il invente aussi le périodogramme, une estimation de la densité spectrale. Dans un autre article il donne une meilleure estimation de la périodicité du cycle solaire déjà déterminé par Heinrich Schwabe.
Un autre article important est Radiation through a Foggy Atmosphere qui devient un classique dans la recherche sur les atmosphères stellaires. Schuster est crédité par Chandrasekhar d'avoir donné un nouveau souffle au problème du transfert radiatif. Il formule en 1905 un problème de transfert radiatif dans le but d'expliquer l'apparition de raies d'absorption et d'émission dans les spectres stellaires. C'était la première utilisation de l'approximation de Schuster et Schwarzschild qui sous-tend le traitement du transfert radiatif dans pratiquement tous les modèles météorologiques et climatiques.

## Honneurs
Schuster est élu membre de la Royal Society en 1879 et est fait chevalier en 1920. Il est fait docteur honoris causa par l'université de Genève en 1909, par St Andrews en 1911 et par Oxford en 1917. Il reçoit la médaille royale en 1893, la médaille Rumford en 1926 et la médaille Copley en 1931. En dehors de ses recherches, Schuster s'investit aussi dans l'administration. Il sert comme secrétaire de la Royal Society puis comme son vice-président de 1919 à 1920. Il fait aussi partie du comité de gestion du Met Office de 1905 à 1932 et du National Physical Laboratory de 1899 à 1902 et de 1920 à 1925.

## Ouvrage
- (en) Biographical Fragments, Macmillan, Londres (1932).

### Notices nécrologiques
- (en) Obituary Notices of Fellows of the Royal Society
- (en) Notice nécrologique Astrophysical Journal, vol. 81, p.97, George Ellery Hale
- (en) The Observatory, Vol. 58, p. 18-22 (1935)
- (en) Monthly Notices of the Royal Astronomical Society, Vol. 95, p.326